# Чарыкчыоглу, Озлем
Озлем Чарыкчыоглу (тур. Özlem Çarıkçıoğlu, род. 11 января 1994, Сакарья, Турция) — турецкая горнолыжница. Участница Зимних Олимпийских игр 2018 года и 2022 года.

## Спортивная карьера
Озлем Чарыкчыоглу родилась 11 января 1994 года в Сакарье, Турция. С детства занималась катанием на лыжах и балетом. Впервые стала заниматься лыжным спортом в возрасте восьми лет во время зимнего лагеря в Улудаге.
Обучалась в университете Коч в Стамбуле на факультете программной инженерии. 
Озлем является членом Поисково-спасательной ассоциации AKUT, и участвовала в соревнованиях по зимним видам спорта спортивного клуба AKUT.
Участвовала в Европейском юношеском олимпийском зимнем фестивале 2011 года. Принимала участие в соревнованиях по горнолыжному спорту среди женщин в гигантском слаломе и женском слаломе на Зимней Универсиаде 2015 года, проходившей на лыжной станции Сьерра-Невада, Канада. Принимала участие в соревнованиях по горнолыжному спорту среди женщин в гигантском слаломе (37-е место) и женском слаломе (не финишировала) на Зимней универсиаде 2017 года в Казахстане.
Чарыкчыоглу участвовала в зимних Олимпийских играх 2018 года, где была единственной горнолыжницей из Турции. В начале соревнований заболела лихорадкой, в связи с чем пропустила первый этап состязаний. Озлем была одной из семи турецких спортсменок на зимних Олимпийских играх 2022 года и была самой возрастной турецкой участницей Игр. Она заняла 49-е место в дисциплине слалом, финишировав со временем 2:18.92, и 48-е место в большом слаломе финишировав со временем 2:30.73.